# Orechovo
Orechovo (Russisch: Орехово) is een station aan de Zamoskvoretskaja-lijn van de Moskouse metro. 

## Geschiedenis
Het station werd op 30 december 1984 geoepend als 126e station van het Moskouse net en als nieuw zuidelijke eindpunt van de  Zamoskvoretskaja-lijn. Een dag later werd het station alweer gesloten nadat door lekkage het nieuwe baanvak overstroomde. Na reparaties kon de metrodienst op 9 februari 1985 worden hervat.  Op 7 september 1985 volgde een verdere verlenging en was Orechovo niet langer eindpunt.

## Ligging en inrichting
Het station is ondergronds een variant op het standaardontwerp met geprefabriceerde onderdelen uit de jaren 60, de zogeheten duizendpoot, zij het dat de tunnelwanden niet zijn betegeld maar afgewerkt met marmer en ook is de verlichting niet langs dragende balken aangebracht maar in cirkelvormige uitsparingen in het plafond.  De noordkant van het perron is met een vaste trap verbonden met een voetgangerstunnel die toegangen heeft bij een ingang van het Tsaritsynopark en het busstation aan de noordkant. De zuidkant van het perron is met roltrappen verbonden met het bovengrondse stationsgebouw. Het station is gewijd aan het thema natuurbescherming wat tot uitdrukking is gebracht met bronzen beelden, van de hand van L.L. Berlin, in de stationshal.  Het stationsgebouw zelf is een variant op de ronde gebouwen uit de periode 1940 – 1960. In dit geval is het voorzien van een arcade met bogen rondom het gebouw. Ten zuiden van het perron liggen keersporen die in het eerste jaar werden gebruikt om de treinen te keren maar tegenwoordig dienst doen als opstelsporen waar klein onderhoud kan worden gepleegd en metro's 's nachts gestald kunnen worden. In de ochtendspits en bij een stremming van het traject ten oosten van het station worden ze nog steeds als keerspoor gebruikt.  

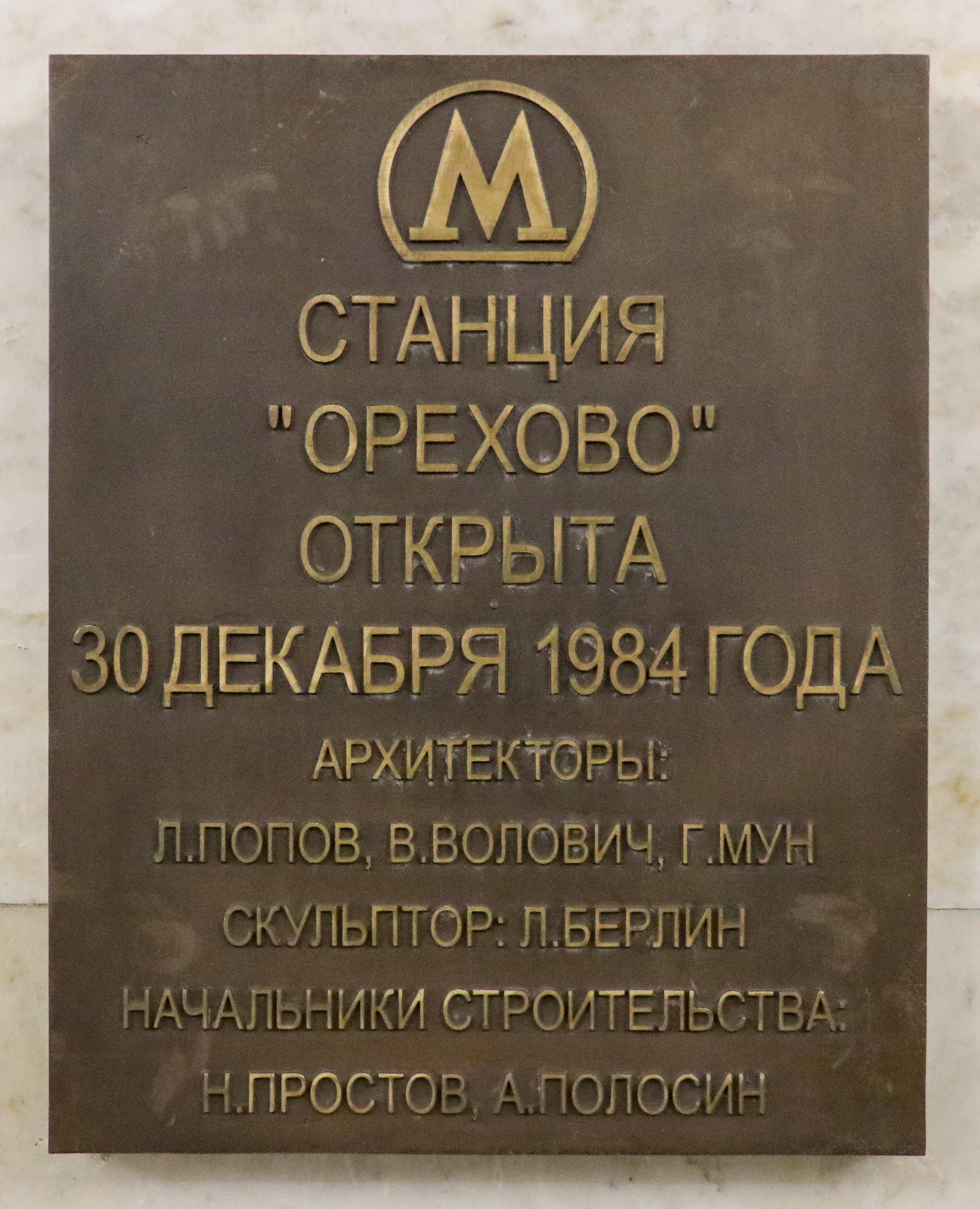
Het officiële naambord
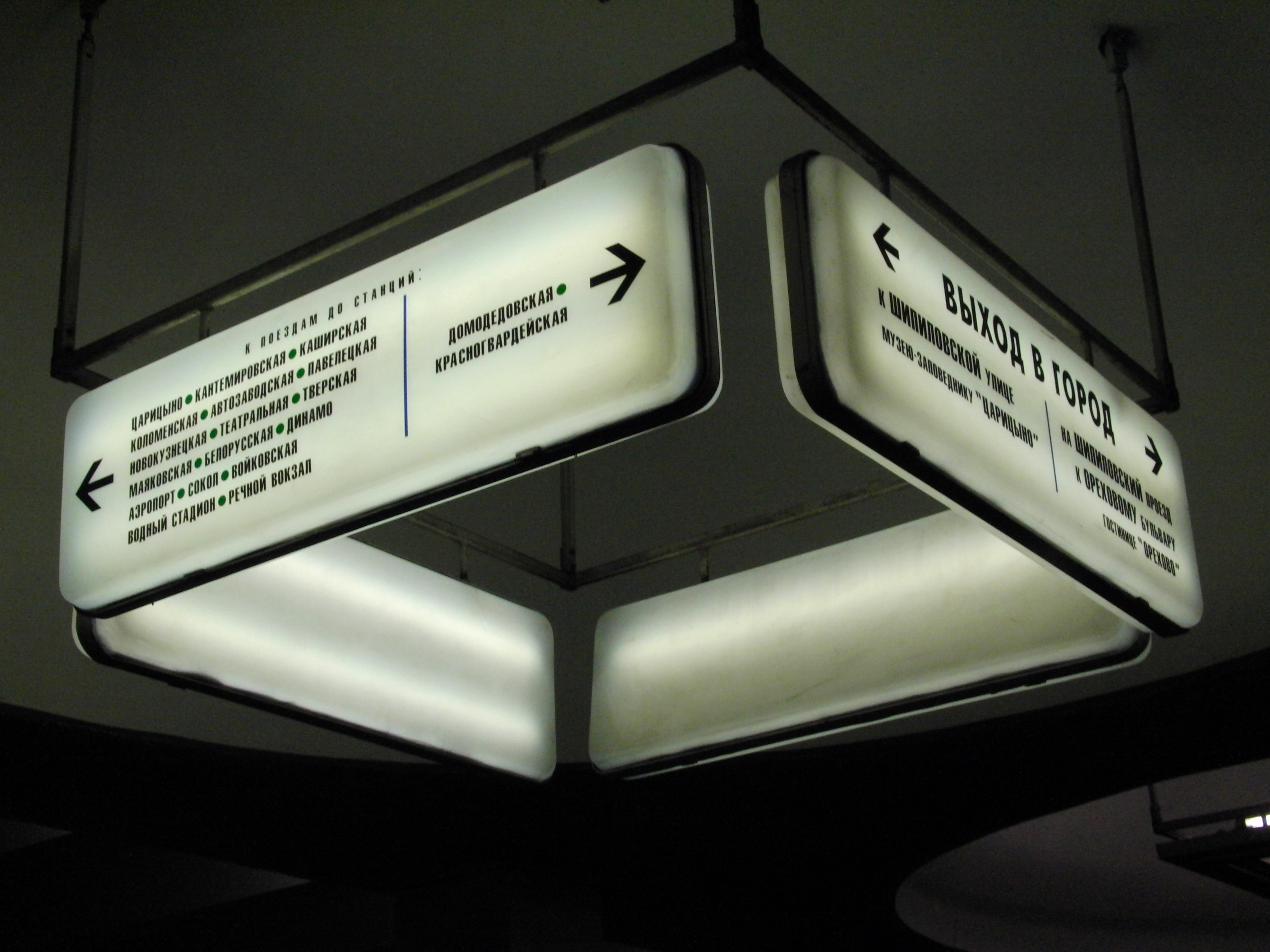
Wegwijzers boven het perron
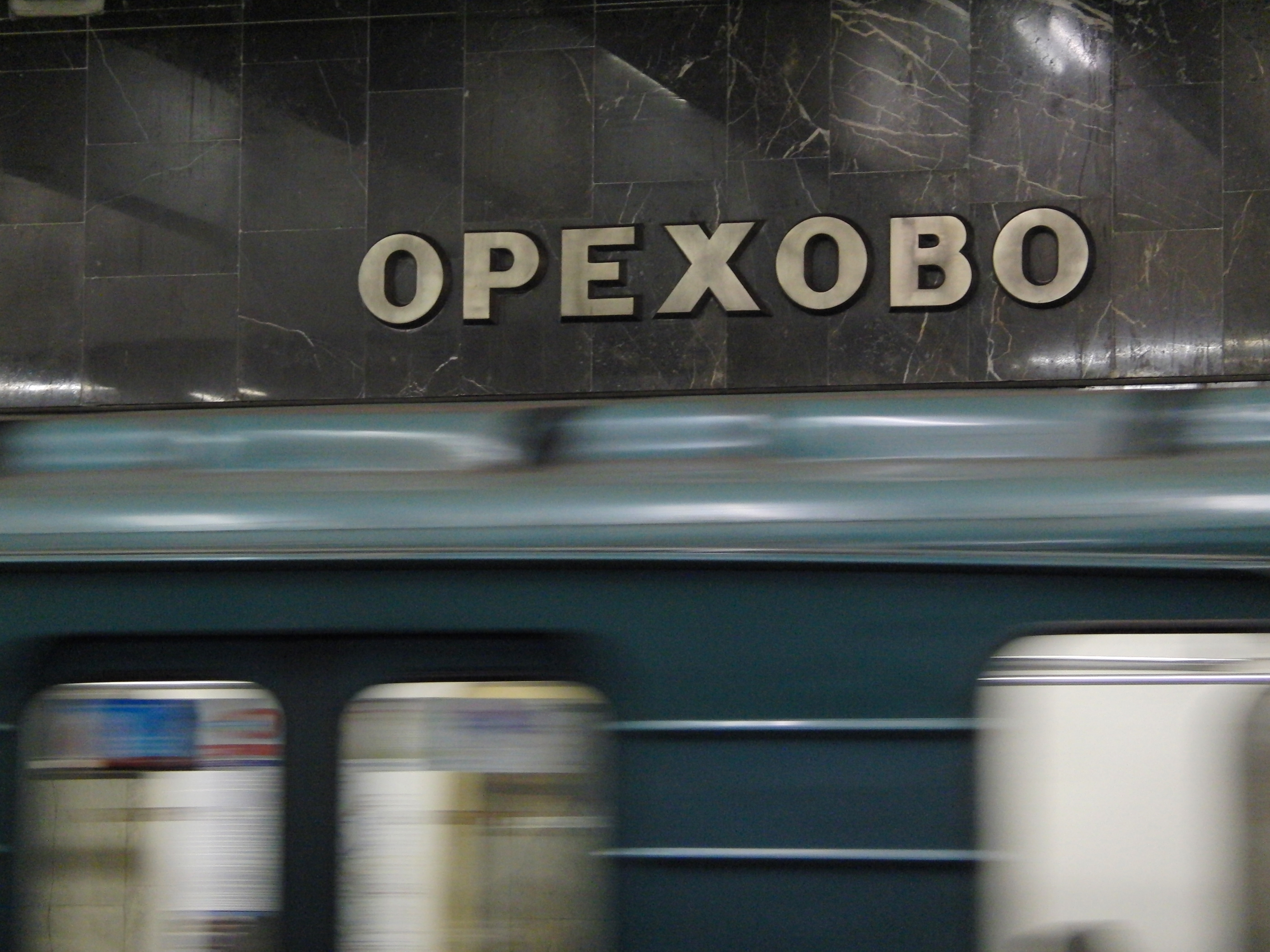
De tunnelwand met marmer en de stationsnaam

## Metroverkeer
Het station opent om 5:35 uur haar deuren voor de reizigers en sluit om 1:00 uur 's nachts. De eerste trein naar het centrum vertrekt om 5:40 uur, in oostelijke richting vertrekt de eerste trein op oneven werkdagen om 5:43 uur en in het weekeinde om 5:58 uur. Op even werkdagen is dit 5:55 uur en in het weekeinde om 5:58 uur. 

### Incident
Op 26 oktober 2011 werd het metroverkeer tussen Krasnogvardejskaja en Kasjirskaja stilgelegd door een brand die om 10:29 uur uitbrak. De brand in de tunnel tussen  Orechovo en Tsaritsyno was om 11:27 uur geblust er vielen geen gewonden.